# Trogus flavipennis
Trogus flavipennis är en stekelart som beskrevs av Cresson 1864. Trogus flavipennis ingår i släktet Trogus och familjen brokparasitsteklar. Inga underarter finns listade i Catalogue of Life.